# Felix Gilbert
Felix Gilbert (Baden Baden, 21 maggio 1905 – Princeton, 14 febbraio 1991) è stato uno storico tedesco naturalizzato statunitense.

## Biografia
Figlio di William Heinrich Gilbert (1860–1906), oculista di origini inglesi, e di Cécile Mendelssohn Bartholdy (1874–1923), figlia del chimico Paul Mendelssohn Bartholdy, esponenti della classe media ebraica, studiò con Friedrich Meinecke all'Università di Berlino. Nel 1936, dopo l'avvento del nazismo, emigrò negli USA, ottenendo nel 1943 la cittadinanza statunitense. Insegnò all'Institute for Advanced Study di Princeton, e allo Smith College di Northampton. I suoi interessi spaziarono nella storia politica e diplomatica e in quella delle idee, con un'attenzione particolare al Rinascimento e al pensiero politico italiano. Il suo primo lavoro, la dissertazione di laurea su Johann Gustav Droysen und die preussisch-deutsche Frage (München, Oldenbourg, 1931), fu recensito da Benedetto Croce ne La Critica del 1931 . Il suo archivio è conservato alla Stanford University . Ha raccontato le sue memorie in A European past: memoirs 1905-1945. New York-London, W.W. Norton & company, 1988. Nel 1962 è stato insignito del premio Bancroft per la sua opera To the Farewell Address: Ideas of Early American Foreign Policy. 

## Opere principali
- Makers of Modern Strategy: Military Thought from Machiavelli to Hitler, (con Edward M. Earle e Gordon A. Craig), Princeton, N.J. 1943; New York 1966, 1971.
- The Diplomats, 1919-1939, (con Gordon A. Craig), Princeton, N.J. 1954; New York 1963.
- To the Farewell Address: Ideas of Early American Foreign Policy, Princeton, N.J. 1961.
- Machiavelli and Guicciardini: Politics and History in Sixteenth-Century Florence, Princeton, N.J. 1965.
- The End of the European Era: 1890 to the Present, 1970.
- History: Choice and Commitment, Cambridge, Mass. 1977.
- The Pope, His Banker, and Venice, Cambridge, Mass. 1981.
- A European Past: Memoirs, 1905-1945, 1988.
- History: Politics or Culture? Reflections on Ranke and Burckhardt, 1990

### In italiano
- Niccolo Machiavelli e la vita culturale del suo tempo, Bologna, Il mulino, 1964
- Machiavelli e Guicciardini: pensiero politico e storiografia a Firenze nel Cinquecento, Torino, Einaudi, 1970.
- Storia: politica o cultura? Riflessioni su Ranke e Burckhardt, Bologna, Il mulino, 1993